# 名知聡子
名知 聡子（なち さとこ、1982年 - ）は、日本の画家、パフォーマー。学位は学士（名古屋芸術大学・2005年）。

## 来歴

### 生い立ち
1982年、東京都にて生まれた。名古屋芸術大学に進学し、美術学部にて学んだ。2005年に名古屋芸術大学を卒業し、それ以降は画家として活動する。

### 画家として
2004年には、愛知県名古屋市にて個展を開催した。また、2005年には、東京都や愛知県北名古屋市でのグループ展に出展しており、翌年には愛知県江南市にて開催されたグループ展に出展している。2007年、損保ジャパン東郷青児美術館による「第26回損保ジャパン美術財団選抜奨励展」に作品が選ばれた。同年、愛知芸術文化センターによる「新進アーティストの発見inあいち」にも作品が選ばれた。そのほか、愛知県北名古屋市や名古屋市にてグループ展に出展した。2008年、東京オペラシティアートギャラリーの「Project N 32」に選ばれ、作品が展示された。

## 芸術活動

### 絵画
巨大なキャンバスを使用するのが特徴であり、その大きさは数メートルに及ぶこともある。一例として、スイスのアートバーゼルに出品する絵画は、縦2メートル、横7メートルに達している。このような大きなキャンバスは「観客を自分の世界に完全に取り込みたいという欲望の表れ」と指摘されている。絵画の題材としては、何度か自画像を描いたり、名知の友人や先輩を描いたりするなど、肖像画が多い。これらの作品について、名知は「友達の中に秘められた本当の顔を描きたい」と語っている。また、「いっぱい女の人の持っている強さを描いて、それを30枚くらいパーッと並べて、世の中の男をゾッとさせたい」とも語っている。

### パフォーマンス
2007年、愛知芸術文化センターの「新進アーティストの発見inあいち」において、絵画の作品とともに手紙の作品を展示した。その後、別のグループ展において、クラシック音楽の演奏が奏でられる中、その手紙の作品を自らが朗読するというパフォーマンスを披露した。このパフォーマンスについて、名知は「自分自身が表現することによって、たまらない一瞬を感じました」と述べたうえで、具体的には「実際に私が声に出すことによって、歌のように感情がむき出しになるのがとても気持ちよかった」と述懐している。ただ、「パフォーマンスは普段あまり考えない」とも語っており、絵画表現に比べるとその頻度は低い。